# 贝加尔白鲑
贝加尔白鲑（学名：Coregonus migratorius），又名贝加尔凹目白鲑，是鲑鱼的一种，产於俄罗斯西伯利亚贝加尔湖，是当地的特有种。这种鱼肉质鲜美，是贝加尔湖贸易量最大的鱼类之一。2004年，俄罗斯将本种列入濒危物种。

## 分类
贝加尔白鲑曾被视为秋白鲑（Coregonus autumnalis）的亚种，但近期的基因学研究表明，其属於由极地鲑鱼真白鲑（Coregonus lavaretus）和鯡形白鮭（Coregonus clupeaformis）组成的复合种，因此目前独成一种。传统上，人们认为贝加尔湖有4或5个亚种群：北贝加尔白鲑（северобайкальский）、色楞格白鲑（селенгинский）、Chivurk白鲑（чивыркуйский）和波索尔白鲑（посольский），这几个种群的规模、摄食习惯和喜好的产卵环境均不同，而它们生殖隔离的程度也一直是有争议的。

## 特征和习性
贝加尔白鲑是一种体型修长的表层鱼类，两侧为银白色，背部为黑色，背鳍上有小斑点，头部有较大的斑点，嘴较尖，鳃耙多数，是浮游带中最典型的鱼类。其平均长度为36－38厘米，重0.6－0.8千克，不过有报告称发现长达56厘米、重2.5千克的个体，而湖北部的亚种群体型要更小些。
它们主要以浮游动物、小鱼为食，偶尔以一些底栖生物为食，主要在贝加尔湖中食物丰富的表层带深至345－450米的水域中摄食。它们的寿命相对较长，能多次生殖，5－15岁可达性成熟。它们只会进入能够为它们提供产卵场所的河流，并在10月中旬开始进行短期的产卵洄游，在回到贝加尔湖前它们会产下8000－30000枚卵。

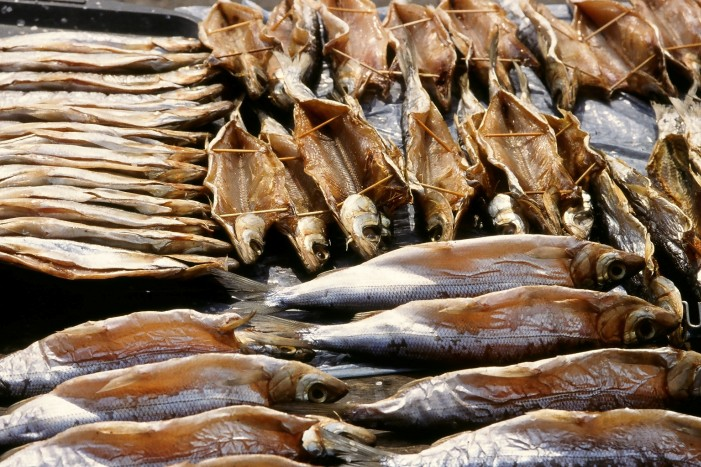
俄罗斯贝加尔湖附近的小镇利斯特维扬卡（Listvyanka）市场上贩售的熏制贝加尔白鲑

## 消费和渔业
贝加尔白鲑是生活在贝加尔湖区的人们最主要的食物之一，在俄罗斯被认为是极为美味的一种鱼类，具有向西方出口的经济意义。
熏制的贝加尔白鲑在湖区附近的市场上很常见，对於西伯利亞鐵路上的游客是特色之一，不过当地人更偏爱腌制的鱼。西伯利亚有一种很常见的、名为stroganina的沙拉的主料就是切成小块的冻生鱼，辅以辣椒、盐和洋葱。
由於其需求量很大，贝加尔白鲑是贝加尔湖最重要的经济鱼类之一。记录中年捕鱼量最大的年份在20世纪40年代，达到6－8万吨。1969年，由於种群崩溃，捕渔业停止，到了1974年，种群数量有了一定恢复，在实行严格的配额捕捞制度後，捕渔业重新开始。目前，贝加尔白鲑占贝加尔湖捕鱼总量约三分之二。由於贝加尔白鲑种群数量起伏不定，捕鱼活动密集，当地的渔业管理部门首要的工作就是维持捕渔业的进行。